# Sechshundertsechsundsechzig
Sechshundertsechsundsechzig (666) ist eine biblische Zahl, die in der heute geläufigen Bedeutung erstmals in der Offenbarung des Johannes vorkommt. Im Rahmen des Okkultismus und der Zahlenmystik wird ihr eine besondere Bedeutung zugeschrieben. Sie wird auch als Zahl des Tieres oder Zahl des Antichristen bezeichnet.

## Biblischer Ursprung
Die Zahl findet sich mit spezifischer Bedeutung in der Bibel in der Offenbarung des Johannes (13,18 ) im Neuen Testament. Dort heißt es im griechischen Original in der Ausgabe von Nestle-Aland (27. Aufl.):

«Ὧδε ἡ σοφία ἐστίν· ὁ ἔχων νοῦν ψηφισάτω τὸν ἀριθμὸν τοῦ θηρίου· ἀριθμὸς γὰρ ἀνθρώπου ἐστί· καὶ ὁ ἀριθμὸς αὐτοῦ ἑξακόσιοι ἑξήκοντα ἕξ.»

„Hier ist die Weisheit. Wer Verständnis hat, berechne die Zahl des Tieres; denn es ist eines Menschen Zahl; und seine Zahl ist sechshundertsechsundsechzig.“

Das „Tier“ wird nach verbreitetem Textverständnis mit dem Antichrist identifiziert, der in den Johannesbriefen  erwähnt wird.
Die Zahl 666 erscheint mit numerischer Bedeutung im Alten Testament im 1. Buch der Könige (1 Kön 10,14 ) und parallel im 2. Buch der Chronik (2 Chr 9,13 ), wo es sich um eine Gewichtsangabe in Zentnern handelt. Im Buch Esra (Esr 2,13 ) wird die Anzahl der Söhne Adonikams (666) genannt.

## Alternative Lesarten

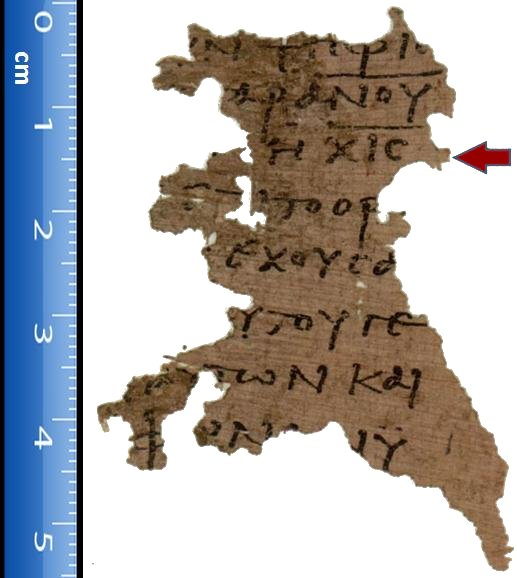
Fragment des Papyrus mit ΧΙϚ (616) als Zahl des Tieres

Die für die neutestamentliche Wissenschaft heute maßgeblichen kritischen Textausgaben (der Nestle-Aland bzw. das Greek New Testament) halten die Lesart 666 für die ursprüngliche Lesart der Stelle. Dabei stützen sie sich auf die beiden wichtigsten antiken Textzeugen der Bibel, den Codex Sinaiticus (4. Jahrhundert) und den Codex Alexandrinus (5. Jahrhundert), die wie die Mehrzahl der späteren Textzeugen die 666 überliefern. Schon in {\displaystyle {\mathfrak {P}}}47 (Chester Beatty III), einem Papyrusfragment aus dem 3. Jahrhundert, ist 666 überliefert, geschrieben in den griechischen Zahlbuchstaben ΧΞϚ (Chi, Xi, Stigma).
Hingegen wusste der Kirchenvater Irenäus von Lyon, dass in einigen Handschriften statt der 666 die 616 zu lesen ist, hielt diese Zahl allerdings für einen Abschreibefehler. Jedoch hatte der Bischof Tyconius (4. Jahrhundert), einer der wenigen altkirchlichen Ausleger der Offenbarung, keine Schwierigkeiten, die 616 als Zahl des Antichristen zu deuten.
In der Tat finden sich zwei bis heute erhaltene Belege für die Lesart 616: einmal in dem auf das Jahr 300 datierten Papyrus {\displaystyle {\mathfrak {P}}}115 (POxy. 4499), geschrieben ΧΙϚ (Chi, Iota, Stigma), sowie im Codex Ephraemi Rescriptus, einem Palimpsest aus dem 5. Jahrhundert.
Die nach ihrem Textwert nicht zu vernachlässigende Minuskel 2344 aus dem 11. Jahrhundert bietet die Lesart 665 (in Worten ausgeschrieben).

## Deutungen
Wie auch in verwandter apokalyptischer Literatur sind Namen, Orte und Zeitabschnitte in der Offenbarung des Johannes oft chiffriert. So steht „Babylon“ (17,5 ) nach Meinung der meisten Exegeten für Rom bzw. das römische Reich. Die Zahl 666 stellt die verschlüsselte Form eines Namens („die Zahl eines Menschennamens“, 13,17 ) dar. Dies beruht darauf, dass in historischer Zeit Zahlen mit denselben Zeichen wie Buchstaben geschrieben wurden, wie man es von den römischen, hebräischen und griechischen Zahlen her kennt. Die Zahlenwerte der Buchstaben eines Wortes lassen sich addieren. Diese Summe wurde zu ihrer Auslegung gematrischen Berechnungen unterworfen und in andere Wörter umgeformt. Da allerdings die unterschiedlichsten Ausgangswörter ein und denselben Summenwert ergeben können, ist die „Dechiffrierung“ stets mehrdeutig und ohne zusätzliche Hinweise durch den Verfasser mehr oder weniger beliebig und zufällig.
Dementsprechend ist der weitere Kontext der oben genannten Vorkommen der Zahl 666 im Alten Testament herangezogen worden, um aus der Schilderung des salomonischen Reichtums (1. Kön 10,14 ; 2. Chr 9,13 ) über die nachfolgend dargestellten nicht erlaubten Ehen („Hurerei“) Salomos und die Anbetung fremder Götter („Götzendienst“) zur Deutung zu kommen, dass die Zahl ein pervertiertes Königtum symbolisieren könne.

### Alte Kirche

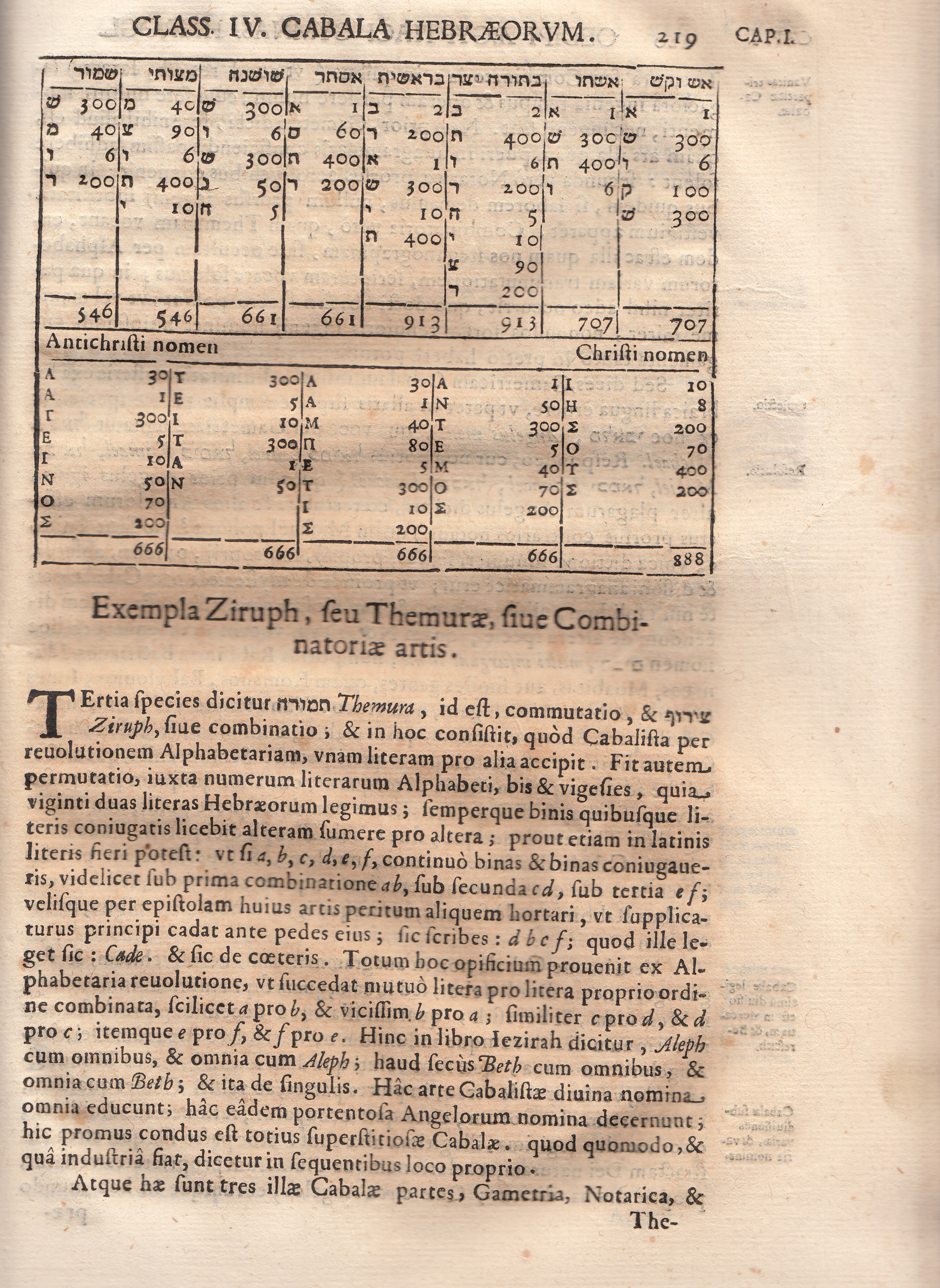
Eine Seite aus Athanasius Kirchers Oedipus Aegyptiacus mit Ableitung der Zahl des Tiers aus verschiedenen Namen: Lateinos, Teitan, Lampetis, Antemos.

Irenäus von Lyon (2. Jh. n. Chr.) gibt eine umständliche allegorisierende Ausdeutung der Zahl 666. Er verwirft alle Berechnungen eines bestimmten Namens. Gleichwohl nennt er als rechnerisch mögliche Lösungen des Rätsels die drei (vermutlich von ihm vorgefundenen) Namen Euanthes, Lateinos und Teitan. Seine eigene Position ist die, die Identifikation mit konkreten Namen nicht im Voraus zu wagen:
„Sicherer und gefahrloser ist es also, die Erfüllung dieser Prophetie abzuwarten, als allerlei Namen zu vermuten und zu weissagen. Gibt es doch viele Namen der genannten Zahl, und somit kommt die Sache nicht weiter. Denn wenn es viele Namen gibt, welche diese Zahl aufweisen, dann bleibt immer die Frage offen, welchen von diesen er führen wird.“ (Irenäus von Lyon: Gegen die Häresien. V, 30, 3.)
Andreas von Caesarea (* 563; † 637) listet in seinem wichtigen Kommentar zur Offenbarung als Deutung der Zahl 666 eine Reihe von Eigennamen. Neu sind bei ihm Λαμπέτης („Lampetes“) und Βενέδικτος („Benedikt“). Weiter nennt er vermeintliche Attribute des Antichrists (κακὸς ὁδηγός: „böser Führer“, παλαιβάσκανος: „alter Missgünstling“, ἀληθὴς βλαβερός: „wahrer Schaden“, ἄμνος ἄδικος: „ungerechtes Lamm“).

### Mittelalterliche antipapistische Deutung
Mittelalterliche Exegeten ordneten die Zahl in antipapistischer Polemik dem Papst zu, und zwar entweder einem bestimmten Amtsträger oder generell dem Oberhaupt der römischen Kirche.
So deutet in der Folge des wirkungsreichen Apokalypsekommentars Joachims von Fiore der Franziskaner Ubertino da Casale († nach 1328) die Zahl 666 auf den zeitgenössischen Papst Benedikt XI. (Βενεδίκτος).
Auf das Amt als solches geht die Identifikation mit vorgeblichen lateinischen Papsttiteln:
So sollte auf der Tiara des Papstes geschrieben stehen: VICARIVS FILII DEI (Statthalter des Sohnes Gottes), woraus sich in chronographischer Zählweise die Summe 666 ergäbe. Diese Bezeichnung kommt jedoch nur sehr selten vor, als Variation der gebräuchlicheren Prägung Vicarius Christi (Statthalter Christi). Dies war ein gewöhnlicher Titel für alle Bischöfe, erst seit dem 12. Jahrhundert verstärkt ein Titel des Papstes. Auf den erhaltenen alten Tiaren findet sich diese Inschrift nicht.
Auf dasselbe Ergebnis kommt man in chronographischer Zählweise bei der Wortfolge REX SACERDOS LATINVS (Lateinischer König und Priester). Dies wurde überhaupt nicht als päpstlicher Titel geführt.

### Reformationszeit
Martin Luther deutet die beiden Tiere in Offb 13  auf das Papsttum und das Kaisertum, die miteinander im Bunde stehen. Die Zahl 666 aus Offb 13,18  deutet er in einer Randbemerkung seiner Bibelausgabe von 1545 auf die Dauer der weltlichen Papstherrschaft. Überliefert in einer Glosse, kennt Luther auch die Deutung רומיית (ein hebräisches Wort, das angeblich „Römer“ heißen soll) für die Zahl 666. Er deutet dies dadurch an, dass er die Zahlen 200, 6, 40, 10, 10, 400 untereinander schreibt und addiert.
Der Reformator Andreas Osiander (* 1498; † 1552) deutet die Zahl 666 auf die Zeit der Herrschaft des Papstes, von 1517 an rückwärts berechnet. Der Schweizer Reformator Heinrich Bullinger (* 1504; † 1575) sieht in der Zahl 666 einen Verweis auf die Zeit von 97 bis 763, der Zeit der Entstehung der Papstherrschaft.

### Historisch-kritische Deutungen

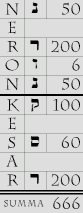
Von Kaiser Nero zur Zahl 666

Seit Anfang des 19. Jahrhunderts setzt sich die historisch-kritische Exegese auch für die Auslegung der Johannesoffenbarung durch. Die damit verbundene „zeitgeschichtliche“ Deutung nimmt an, dass sich die Apokalypse auf die Gegenwart ihres Verfassers, also das Ende des ersten Jahrhunderts, im römischen Reich bezieht: Die frühen Christen erwarteten die Endzeit in ihrer eigenen Gegenwart. Seit den 1830er Jahren deuteten Exegeten wie Christian Friedrich Fritzsche, Ferdinand Benary, Ferdinand Hitzig und Eduard Reuss die Zahl 666 auf Nero, der als erster Kaiser die Christen verfolgen ließ. Die Exegeten identifizieren dabei in der Regel Nero mit dem Tier. Anders der Exeget Peter Corssen (1856–1928), der Offb 13,18  für einen Fall von Isopsephie hält, bei der Zahlenwerte lediglich verglichen werden. Corssen zufolge seien für den Seher Johannes das Tier und der Mensch zwei verschiedene Größen, die denselben Zahlenwert, nämlich 666, haben. Die Aufforderung, die Zahl des Tieres zu berechnen, bedeute nach Corssen, man solle den Namen eines Menschen herausfinden, der gleicherweise in dieser Zahl enthalten sei. Unabhängig davon, ob mit dem Zahlenrätsel in Offb 13,18  der historische Nero oder der in volkstümlicher Erwartung lebendige Nero redivivus, etwa in Gestalt eines anderen Kaisers wie Domitian oder Hadrian, gemeint ist, findet diese Deutung bis heute in der wissenschaftlichen Exegese die meisten Anhänger.
Nimmt man die griechische Schreibweise von Kaiser Nero, Νέρων Καῖσαρ (Nerōn Kaisar), und übersetzt das auf Hebräisch, so erhält man נרון קסר (Neron Kesar). Addiert man nun die Zahlenwerte des hebräischen Alphabets, erhält man die Summe 666, wie Ferdinand Benary ausführte – allerdings darf das finale Nun (ן) nicht benutzt werden wie in nebenstehender Abbildung oder wenigstens nicht mit dem Zahlenwert 700 gerechnet werden, sondern mit demselben Wert wie das einfache Nun (נ). Möglicherweise wurde der Text bewusst so verfasst, damit nur Christen mit Hebräischkenntnissen die Verschlüsselung durchschauten und nicht z. B. römische Staatsbeamte, die in der Osthälfte des Reiches – wo die Offenbarung des Johannes entstand (nach Aussage im Text selbst auf der Ägäisinsel Patmos) – wohl Griechisch, aber kein Hebräisch verstanden. Dadurch wird die gematrische Zahlenangabe der Johannesoffenbarung zu einem antiken Beispiel der Kryptografie. Auch die alternative Zahl des Tieres 616 lässt sich auf Nero deuten. Diese ergibt sich, wenn nicht von der griechischen Schreibweise Neron, sondern von der lateinischen Nero ausgegangen wird und das auf Hebräisch übersetzt wird: נרו קסר (Nero Kesar).

„Also liegt nun der Inhalt des geheimnisvollen Buchs in voller Klarheit vor uns. ‚Johannes‘ sagt die Rückkehr Neros ungefähr für das Jahr 70 und seine Schreckensherrschaft voraus, die 42 Monate oder 1260 Tage dauern soll. Nach dieser Zeitspanne erscheint Gott, überwältigt Nero, den Antichrist, zerstört die große Stadt durch Feuer und fesselt den Teufel für ein Jahrtausend. Das Tausendjährige Reich beginnt etc. All dies hat jetzt jegliche Bedeutung verloren, ausgenommen für einfältige Personen, die noch immer versuchen mögen, den Tag des letzten Gerichts auszurechnen.“

Robert Graves deutet in seinem Buch The White Goddess die römische Schreibweise der Zahl (DCLXVI) ebenfalls als Hinweis auf Nero, jedoch als Notarikon des Satzes Domitius Caesar legatos Xti violenter interfecit (lateinisch für Kaiser Domitius tötete gewaltsam die Gesandten Christi). Nero trug den Namen Domitius vor seiner Adoption durch Kaiser Claudius.
Thomas Witulski bezieht die Zahl des Tieres statt auf Nero auf Hadrian: Traianus Hadrianus (Diese Schreibweise des Namens ist auf Münzen belegt), griechisch Τραιανός Άδριανός, hebräisch טרינוס אדרינוס (Trinus 'Adrinus). In Addition ergeben die Zahlenwerte der hebräischen Buchstaben die Summe 666. Implizit identifiziert Johannes damit den amtierenden Kaiser Hadrian mit der Figur des Nero redivivus.
Heinrich Kraft bezieht in seinem Kommentar die Zahl des Tieres auf Kaiser Nerva und zieht dazu Vers 17,10  heran, wo auf die kurze Übergangszeit zwischen der Herrschaft Domitians und der Trajans angespielt sei, was wiederum zur Abfassung des Buches während dieser Zeit – zwischen Sommer 97 und Frühjahr 98 – passen würde.
Im April 2016 wartete Hans Taeuber vom Institut für Alte Geschichte der Universität Wien mit der Lösung Trajan auf, wobei er ein isosephisches Rätsel annimmt. Marcus Ulpius Traianus, so der volle Name von Trajan, wurde bis jetzt nicht angenommen, da das Sigma am Ende von „Ulpius“ als 200 gewertet wurde und sich daraus nicht 666 ergab. Aufgrund von verschiedenen Schreibweisen kann das Schluss-Sigma jedoch auch einen anderen Wert erhalten und so mit dem Wort Ulpius 666 erreicht werden. Sollte diese Deutung zutreffen, wäre auch die Offenbarung des Johannes 2 Jahrzehnte jünger als bisher angenommen.

### Moderne Deutungen
Im Internet werden vielfältige Deutungen zur Untermauerung diverser Verschwörungstheorien verbreitet. Diese Spekulationen verbinden durch umfangreiche Rechnungen und Wortumstellungen die Zahl 666 mit allen möglichen Namen, etwa Adolf Hitler (Summe des Nachnamens durch Zuweisung von a=100, b=101, c=102…), Henry Kissinger, Ronald Wilson Reagan (wegen der jeweils sechs Buchstaben pro Namen), Bill Clinton oder Barack Obama.
Nach einer unter Evangelikalen und Rechtsesoterikern verbreiteten Verschwörungstheorie ist die Zahl in den Strichcodes enthalten, mit denen üblicherweise Waren ausgepreist werden, in Debit- und Kreditkarten, Personalausweisen sowie in implantierten Mikrochips, mit denen in der Neuen Weltordnung alle Menschen gekennzeichnet werden.

## Rezeption

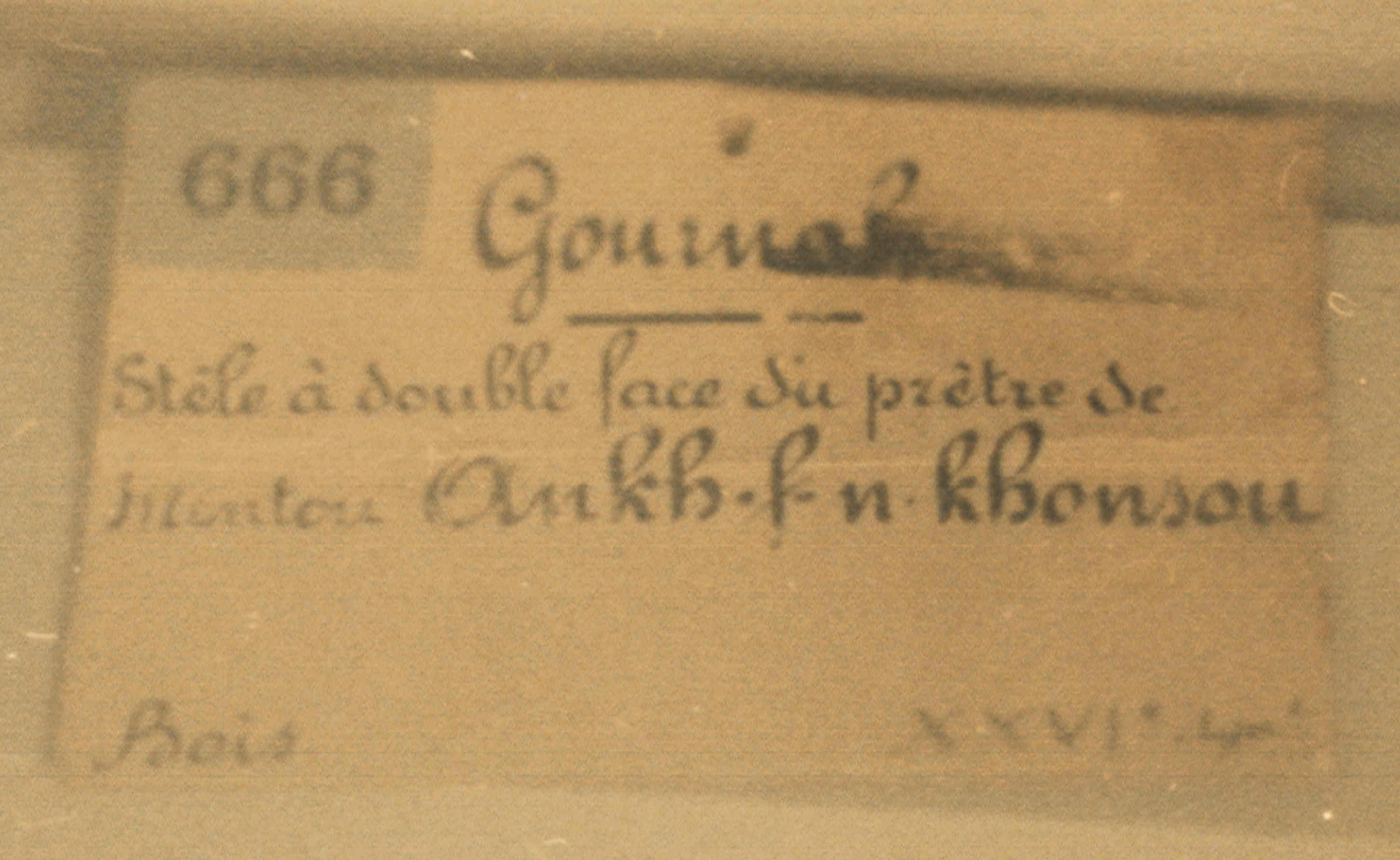
Die Inventarnummer 666 der Stele

### Okkultismus
Zentrale Bedeutung hat diese Zahl im Denken des englischen Okkultisten Aleister Crowley. Crowley bezeichnete sich selbst als τὀ μέγα θήριον (griechisch: Das Große Tier, Offb 13,1ff ) der Johannes-Offenbarung und pflegte für seine Anhänger in Briefen mit 666 zu signieren, der ‚Zahl des Tieres. Den Text seines Liber AL vel Legis will er durch Offenbarung empfangen haben, nachdem er sich im Jahr 1904 im Ägyptischen Museum in Kairo mit der Stele des Anchefenchons beschäftigt hatte, welche die Inventarnummer 666 trug.

### 666 in der Musikkultur
Besondere Bedeutung erfährt die Zahl 666 in der Heavy-Metal-Subkultur, wie  in The Number of the Beast auf dem gleichnamigen Album von Iron Maiden oder auf dem Album Metal on Metal von Anvil aus dem Jahr 1982, teils im Death Metal und ganz besonders im Black Metal. Die griechische Progressive-Band Aphrodite’s Child veröffentlichte 1972 ein Doppelalbum mit Musik von Vangelis zur Johannesoffenbarung mit dem Titel 666. Die US-amerikanische Alternative-Metal-Band Slipknot veröffentlichte 2001 auf ihrem Album Iowa den Song The Heretic Anthem, bei dem Corey Taylor „If you’re 555, then I’m 666“ singt.
Auch in jüngerer Zeit wird die Zahl von Musikern verwendet. Die Band HIM veröffentlichte eine EP mit dem Titel 666 Ways to Love und spielte das Lied Your Sweet Six Six Six auf ihrem Album Greatest Lovesongs Vol. 666. Am 6. Juni 2006 kam die Single Cult vom Album Christ Illusion der amerikanischen Thrash-Metal-Band Slayer heraus, auf dessen Cover ein verstümmelter Jesus Christus mit der Zahlenfolge 666 auf der Brust zu sehen ist. Auch die Alternative-Rock-Band Billy Talent veröffentlichte 2007 ein Live-Album unter dem Titel Billy Talent 666 live. Im März 2020 veröffentlichte die deutsche Thrash-Metal-Band Kreator die Single 666 – World Divided, auf der die Zahl 666 als Symbol für einen nahenden Weltuntergang verwendet wird.

### Bildende Kunst
In einer apokalyptischen Zeichnung von Keith Haring taucht die 666 als Kennzeichen eines gehörnten weltzerstörenden Wesens auf, das in einer Hand ein Dollarzeichen, in der anderen eine Rakete hält.

## Numerologie
Aus numerologischer Sicht weist die Zahl 666 folgende Besonderheiten auf:

### Dreieckszahlen
Die Summe aufeinanderfolgender ganzer Zahlen nennt man in der Mathematik eine Dreieckszahl. Die Summe der Zahlen von 1 bis 36 (1 + 2 + 3 + … + 36) beträgt 666. Die 36 ist selbst eine Dreieckszahl  (1 + 2 + 3 + … + 8).
Eins der bekanntesten Glücksspiele, das französische oder amerikanische Roulette, wird darum von Abergläubischen als teuflisches Spiel oder Spiel des Teufels bezeichnet, da der Roulettekessel die Zahlen von 0 bis 36 enthält.

### Magische Quadrate
Zudem lässt sich ein Magisches Quadrat der Kantenlänge 6 konstruieren, bei dem die Summe aller eingetragenen Zahlen 666 beträgt; die Summe in jeder Zeile oder Spalte ist daher 111.
Es gibt ein magisches Quadrat der Kantenlänge 6, in dem alle auftretenden Zahlen Primzahlen sind, die Summe in jeder Zeile, in jeder Spalte und in den beiden Diagonalen jeweils 666 ist.

### Darstellung als römische Zahl
Bei der Darstellung in römischen Zahlen als DCLXVI wird jeder Zahlenwert unter 1000 genau einmal verwendet, und zwar in Reihenfolge absteigender Größe.

### Primzahlen
Primzahlen und insbesondere die Zahl Sieben spielen in der Zahlenmystik eine wichtige Rolle. Bildet man die Summe der Quadrate der ersten sieben Primzahlen (2, 3, 5, 7, 11, 13, 17), erhält man 4 + 9 + 25 + 49 + 121 + 169 + 289 = 666.
Eine besondere Primzahl mit Bezug zur 666 ist Belphegors Primzahl mit der Nummer 1 000 000 000 000 066 600 000 000 000 001.

### Kreiszahl
Die Summe der ersten 144 (= (6+6)²) Dezimalziffern der Kreiszahl Pi beträgt 666.

## Anmerkung
1. ↑  רומיית hat keinen klaren hebräischen Sinn: es ähnelt Wörtern mit der Bedeutung „römisch“, רומי heißt „römisch“ maskulinum, רומית „römisch“ femininum, also „die römische“, meist ist damit die „römische Sprache“, also Latein, gemeint.